# Três Figueiras
Três Figueiras é um bairro nobre da zona leste da cidade brasileira de Porto Alegre, capital do estado do Rio Grande do Sul. Foi criado oficialmente pela Lei n° 2.022 de 7 de dezembro de 1959. Em 2019 o bairro contava com:  4.070 habitantes, distribuídos por seus 133,4 hectáres, com uma densidade populacional de 3.050,97 hab./km². A taxa de analfabetismo do bairro era de 0,44%, acentuadamente menor que o índice geral de Porto Alegre que era de 3,86%. A renda média era de 16,1 salários mínimos por domicílio. O seu Índice de Desenvolvimento Humano Municipal é de 0,958 elevado em comparação o índice de 0,805 da cidade. O bairro faz parte da região de planejamento 4 - leste e nordeste.
Distante a cerca de 8km do Centro Histórico de Porto Alegre, o Três Figueiras é um bairro majoritariamente residencial, bastante arborizado, composto por muitas residências unifamiliares, apesar da existência crescente de prédios multifamiliares e comerciais junto às grandes vias, como a Avenida Nilo Peçanha, a Avenida Carlos Gomes (trecho da Terceira Perimetral) e a Avenida Protásio Alves. Conforme Censo do IBGE 2010, contava com cerca de 4.070 habitantes, ou 0,29% da população municipal.
Está atualmente entre os bairros mais valorizados da cidade, ao lado da Bela Vista e do Moinhos de Vento. Apresenta um Índice de Desenvolvimento Humano Municipal (IDHM) de 0,985considerado elevado e acima da média de 0,805 apontado para a capital gaúcha, bem como um muito baixo Índice de Vulnerabilidade Social (0,062), frente aos 0,249 atribuídos à cidade em 2010. Em 2024, foi um dos três bairros que registraram maior número de venda de imóveis.
Possui atualmente a maior renda per capita da cidade, sendo considerado um dos vinte bairros mais ricos do Brasil, segundo dados da revista Exame. Segundo essa mesma publicação, é também o bairro de maior renda per capita da Região Sul.
É considerado um dos bairros mais seguros da cidade de Porto Alegre.[carece de fontes?]

## Região de Planejamento e OP
O bairro Três Figueiras está situado dentro da "Região Geral de Planejamento Quatro" (RGP-4), uma das oito Região de Gestão do Planejamento de Porto Alegre. Cada região reúne um grupo de bairros com afinidades entre si, com a RGP-4 possuindo dez bairros ao todo.
A RGP-4 abriga duas Regiões do Orçamento Participativo (OP): a Região Leste (que inclui, além das Três Figueiras, os bairros Bom Jesus, Jardim Carvalho, Jardim do Salso, Morro Santana, Chácara das Pedras e Vila Jardim) e a Região Nordeste (composta unicamente pelo bairro Mário Quintana).

## Toponímia
O nome do bairro deriva de três figueiras nativas da espécie Ficus organensis, localizadas nas dependências do Colégio Farroupilha, cujo terreno era conhecido como "Chácara das Três Figueiras". As três árvores foram tombadas pelo município de Porto Alegre em 15 de março de 2000, no Livro do Tombo n° 59, através do processo n° 1.024312.98.3 da 
EPAHC - Equipe do Patrimônio Histórico e Cultural.

## Histórico

### Século XVIII
No século XVIII, durante o Brasil Colônia, o território do atual bairro Três Figueiras fazia parte da extensa Sesmaria de Sant'Anna, concedida pela Coroa Portuguesa ao madeirense Jerônimo de Ornelas em 1740, que estabeleceu a sede da grande propriedade nos altos do Morro Santana, a sudeste do Três Figueiras. As terras de Ornelas se estendiam do Rio Gravataí até o Arroio Jacareí (hoje denominado Arroio Dilúvio).

### Século XIX
No século XIX, a região do bairro foi inicialmente ocupada por chácaras, muitas pertencentes a negros alforriados, onde os mesmos praticavam cultos às religiões africanas. Configurava então uma região praticamente rural, longe da área urbanizada composta pelo Centro Histórico, e essas características duraram por décadas até o início do século XX. Uma das propriedades era conhecida como "Chácara das Três Figueiras", nomeada assim em virtude das árvores frondosas que se destacavam na paisagem natural. 

### Século XX

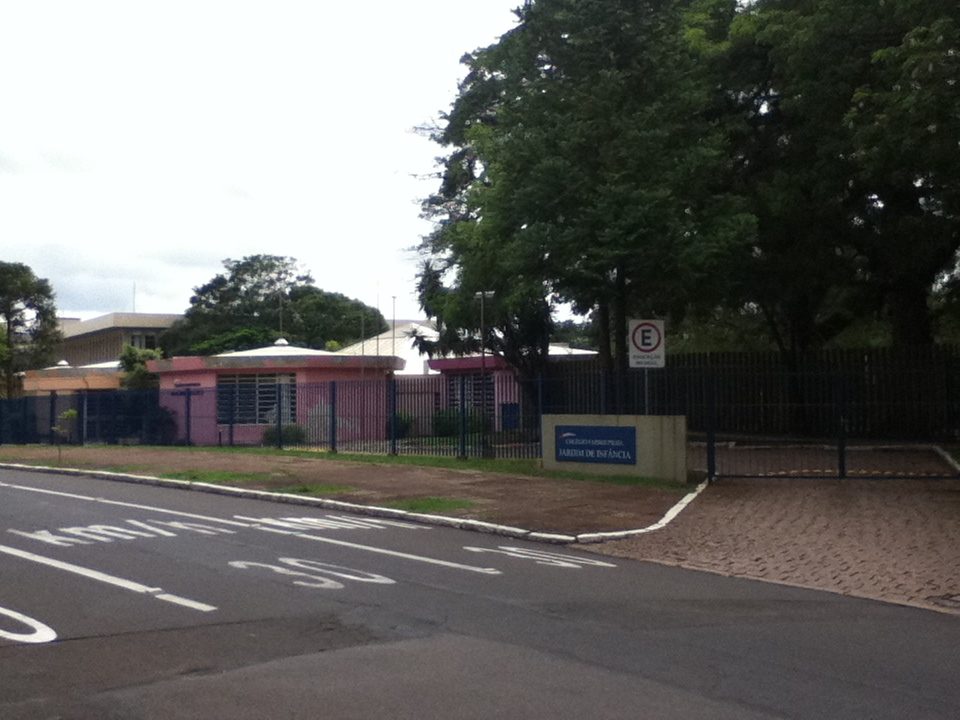
O jardim de infância do Colégio Farroupilha com duas das três figueiras.

Em 1928, a Chácara das Três Figueiras, nas imediações da então Estrada do Caminho do Meio (a partir de 1936 nomeada Avenida Protásio Alves) foi adquirida pela Associação Beneficente Alemã (ABE), cuja escola ficava em um casarão no Centro Histórico, para servir de sede campestre da comunidade escolar. As famílias dos alunos costumavam fazer piqueniques embaixo da copa das árvores que batizaram o local. Em dezembro de 1931, por ocasião do 50° aniversário do jornal Neue Deutsche Zeitung, após uma festa na Sociedade Germânia, a chácara abrigou um um piquenique da diretoria e dos auxiliares do jornal voltado à colônia alemã.
Em maio de 1930, foi fundado o Porto Alegre Country Club (hoje situado no bairro Boa Vista), nas imediações a norte do atual bairro Três Figueiras. Essa gleba de mais de 50 hectares passou a ser o recanto de lazer de golfistas a elite empresarial da cidade, e acabou por desencadear o início de um processo de urbanização residencial de baixa densidade no entorno, extinguindo, aos poucos, caráter rural da região. A região do bairro era tão relativamente desabitada que era utilizada como campo de treinamento pelo Exército até a década de 1960, quando com os progressivos loteamentos a região acabou ficando conhecida como "Vila Três Figueiras".
Ainda na década de 1930, o casal Naura da Silva e Alípio dos Santos, vindos de São Francisco de Paula, instalaram-se e criaram sua família numerosa em um terreno alto nas imediações da atual Rua João Caetano, que era então um grande mato. Construíram casas pequenas de madeira próximas de uma falsa-seringueira e agregaram vizinhos, formando uma comunidade. Mais tarde, na década de 1970, os descendentes procuraram regularizar a situação do terreno por meio de uma ação de usucapião, o que se arrastou por muito tempo com dificuldades judiciais, ameaças e ordens de desocupação até 2005, quando uma decisão judicial de despejo foi suspensa após o INCRA começar a análise de um processo de titulação e demarcação de um quilombo. Em 2009, a área de 6,5 mil m² pertencente à Associação Quilombo da Família Silva foi declarada o primeiro quilombo urbano do Brasil.
Em novembro de 1957, o então vereador Ary Veiga Sanhudo comunicou em sessão na Câmara Municipal que a Vila Três Figueiras e outras localidades próximas seriam, em breve, abastecidas com o fornecimento de água potável, após reunião entre o secretário municipal de Água e Saneamento junto à "Sociedade dos Amigos da Vila Bom Jesus e Chácara das Pedras", serviço que era reclamado e cogitado há muito tempo. Em abril de 1958,  após a conclusão da rede de água até a Vila Bom Jesus, foi anunciado que a segunda etapa do programa de abastecimento integrante do "Plano de Obras" contemplaria a Vila Três Figueiras e toda a chamada zona dos "altos do (morro) Petrópolis".
Em 7 de dezembro de 1959, foi promulgada a Lei n° 2.022 que criou oficialmente o bairro Três Figueiras. 

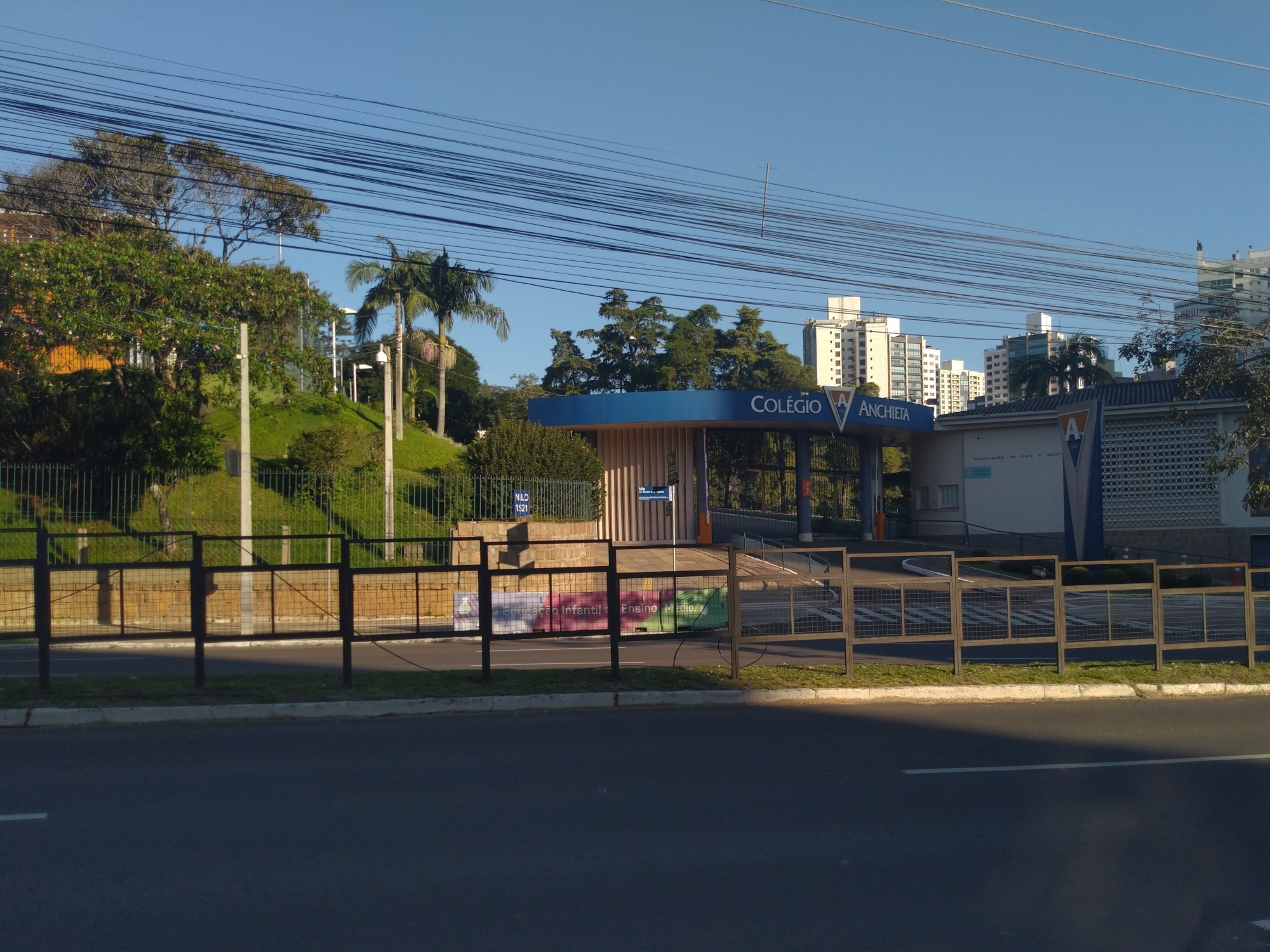
Frente do Colégio Anchieta, na Av. Nilo Peçanha, divisa entre as Três Figueiras e a Boa Vista.

Na década de 1960, devido à alta demanda por espaços físicos maiores para seus alunos, dois colégios tradicionais, particulares e religiosos do Centro Histórico foram erguidos por suas associações educacionais na então pouco habitada área das Três Figueiras: na Rua Carlos Huber, em 1962, o Colégio Farroupilha, originalmente evangélico e depois ecumênico; e na Avenida Nilo Peçanha, em 1967, o Colégio Anchieta, católico de preceitos jesuítas. 
A abertura do Farroupilha e do Anchieta, ambos construídos em uma arquitetura moderna, levou gradualmente a um maior crescimento da população na região, sobretudo de classe média, que construíram suas casas unifamiliares nos loteamentos, muitos dos quais possuem ruas com nomes de origem alemã, como Carlos Huber, Balduíno Röhrig, Alfredo Schuett, Matias José Bins, Luiz Voelcker, Gustavo Schmidt, Felipe Becker, etc. Cabe destacar, ainda, que o terreno do Colégio Anchieta corresponde a uma gleba considerável da área do bairro Três Figueiras. Nas dependências do Anchieta, há o único templo católico do bairro, a Igreja da Ressurreição, projetada pelo arquiteto Erwin Brandt e inaugurada oficialmente em 11 de novembro de 1967.
Em 29 de dezembro de 1963, foi lançada a pedra fundamental do que viria ser o templo da Comunidade Evangélica de Confissão Luterana São Lucas, na Rua Luiz Voelcker, n° 285. A comunidade, criada em 1824 por imigrantes luteranos no estado do Rio Grande do Sul, construiu efetivamente a casa pastoral no referido endereço em 1983, inaugurando o templo existente até hoje em 2003.
Em dezembro de 1970, uma comissão de moradores das Três Figueiras solicitou, com êxito, a cooperação da Municipalidade ao então prefeito Thompson Flores para o plano comunitário de iluminação pública total do bairro, de modo que foi autorizada pela Secretaria Municipal de Obras e Viação a participação do poder público em 1/3 do custo total da iniciativa.
Em 27 de fevereiro de 1978, foi criada a Associação dos Moradores e Amigos do Bairro Três Figueiras (Amatrês), uma associação privada que está sediada no Três Figueiras Tênis Clube, na Rua Carlos Huber, n° 547. O clube recreativo, desportivo e social, por sua vez, foi criado em 25 de agosto de 1963, por 42 sócios fundadores, que se reuniram inicialmente no Colégio Farroupilha. Ao longo dos anos, o clube expandiu sua estrutura física e até mesmo reconstruiu sua sede após um incêndio em 1984.
Em 1983, a nova sede da então Secretaria Municipal do Meio Ambiente (SMAM, hoje SMAMUS), criada em 1976, foi inaugurada no bairro Três Figueiras, em um prédio localizado na rua Luiz Voelcker, n° 55. Anteriormente, o órgão público municipal dividia com a Secretaria Municipal de Obras e Viação (SMOV) o mesmo prédio no bairro Praia de Belas.

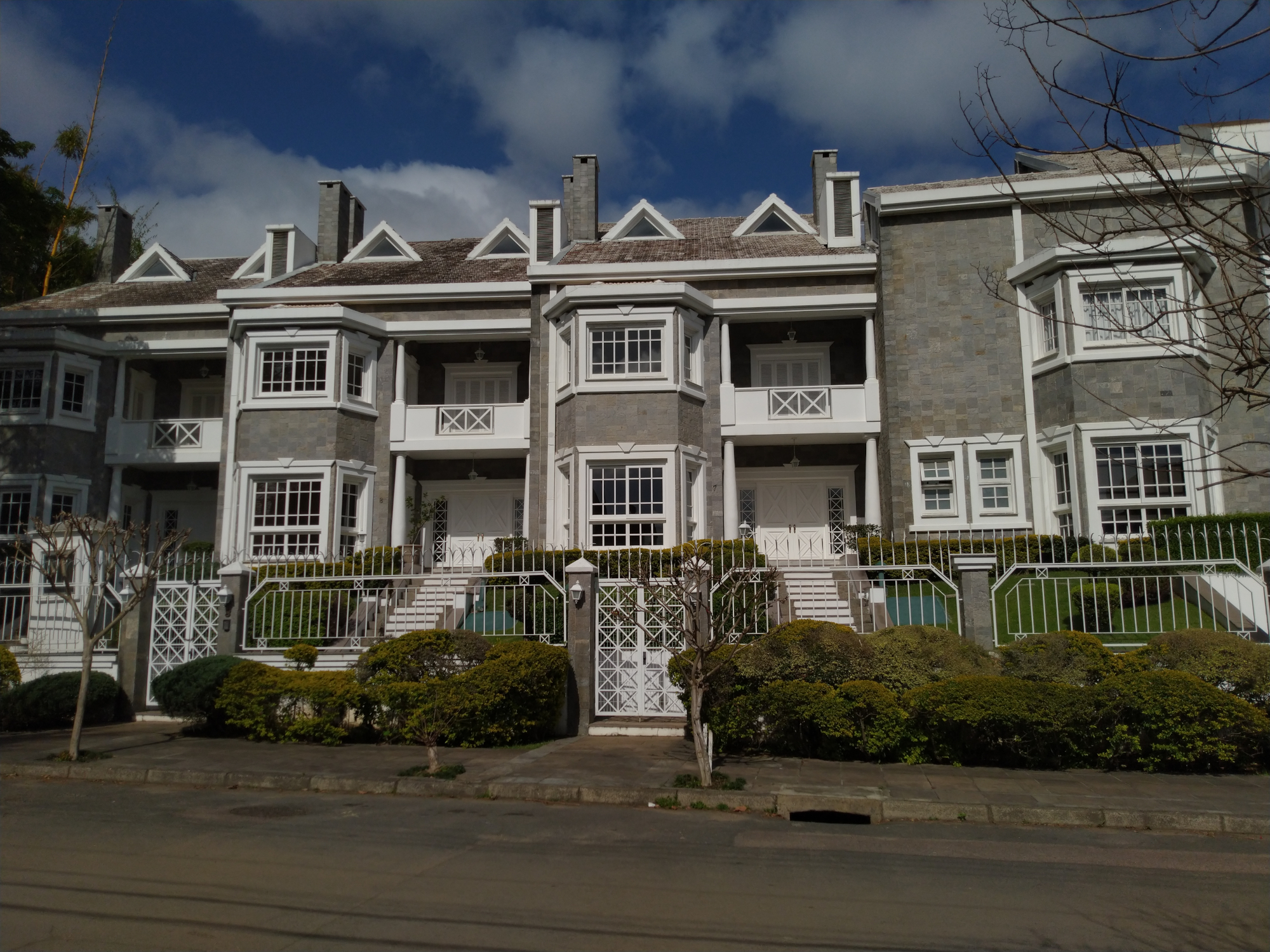
Condomínio de sobrados na Av. Luiz Manoel Gonzaga.

Nas décadas de 1990 e 2000, muitos condomínios horizontais, compostos por sobrados de 3 a 4 andares e pátios privados, com uma linguagem arquitetônica mais clássica e européia, começaram a ser construídos no bairro, tomando o lugar de casas unifamiliares. 

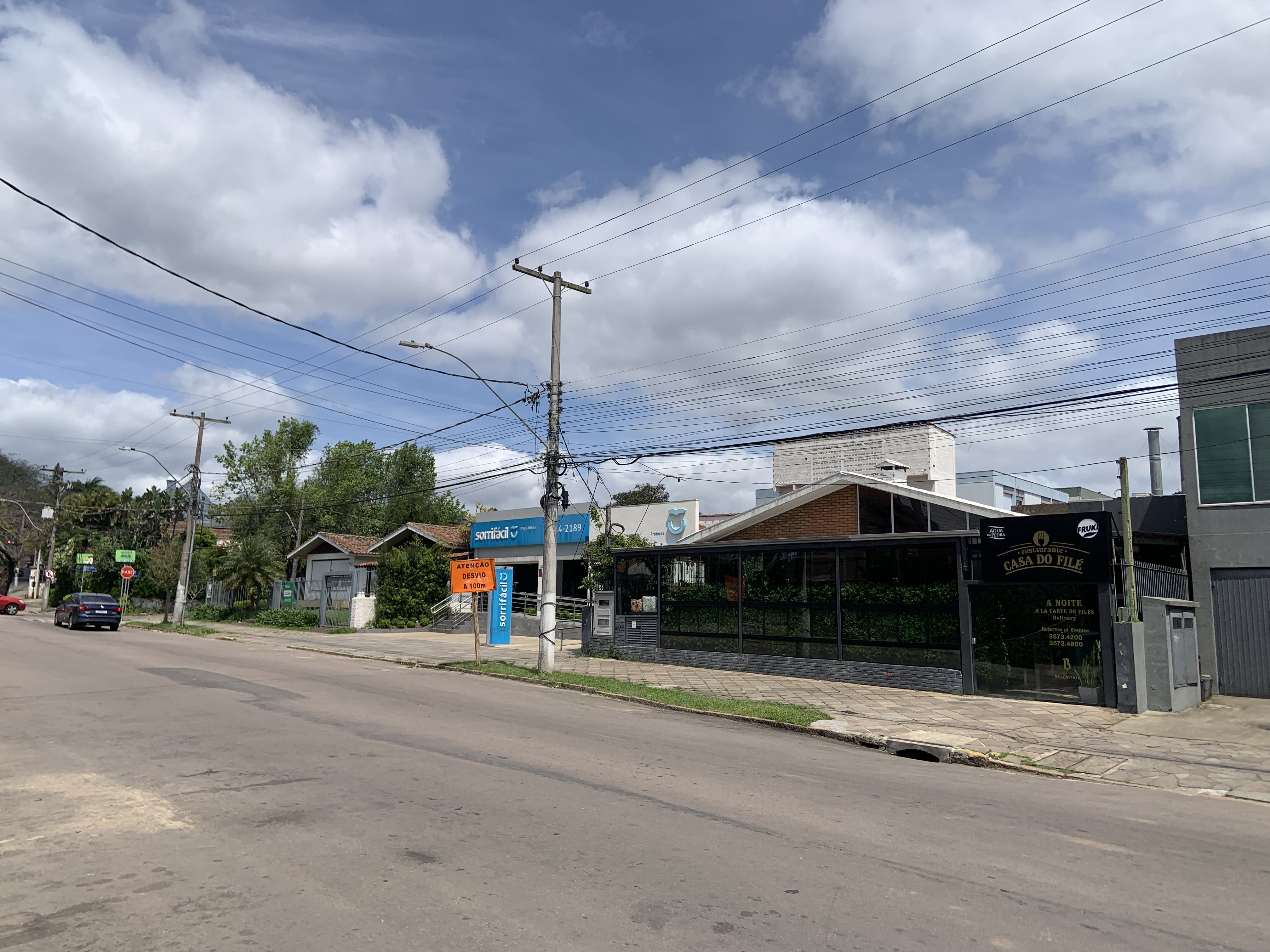
Casas voltadas ao comércio nas Três Figueiras, na Av. Teixeira Mendes, divisa com a Chácara das Pedras.

Também nessa época, nas porções leste e sul das Três Figueiras, próximo do Colégio Farroupilha e das praças Desembargador La Hire Guerra e Dr. Luiz Francisco Guerra Blessmann, algumas das muitas casas unifamiliares começaram a ser convertidas para uso comercial, e não mais residencial, abrigando clínicas, estúdios, academias, restaurantes, escritórios, etc. Essa configuração de bairro misto (residencial e comercial) em antigas casas também ocorreu e se observa no bairro vizinho às Três Figueiras, a Chácara das Pedras, cujos limites geográficos são a Avenida Teixeira Mendes, a Rua Gustavo Schmidt e o início das ruas Dr. Jorge Fayet e Dr. João Paetzel. 

### Século XXI

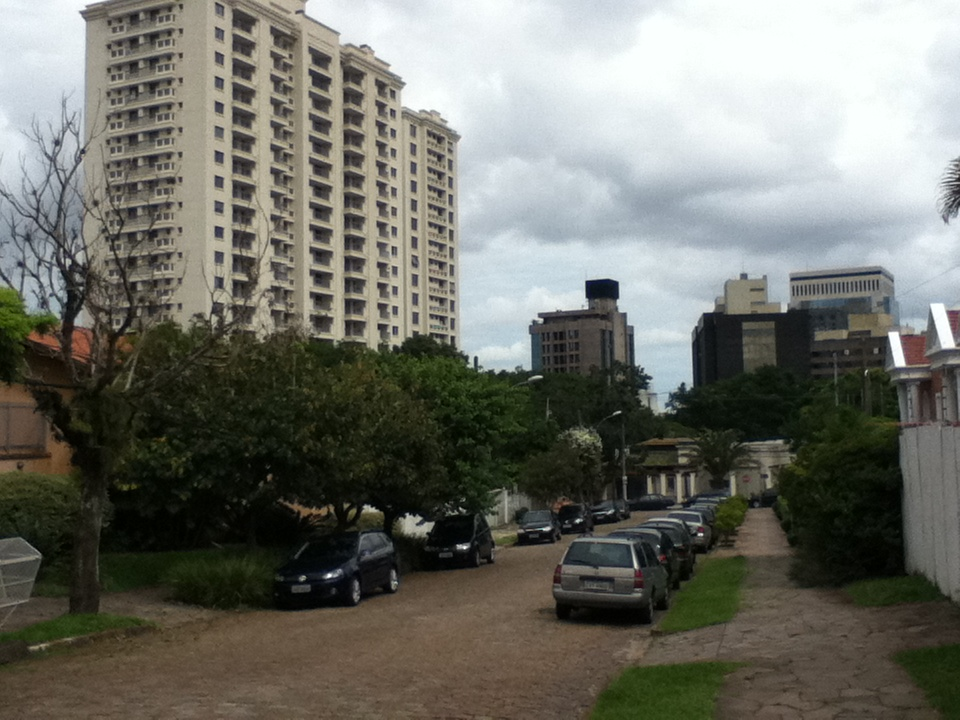
Rua Ildefonso Simões Lopes, com prédios residenciais e comerciais ao fundo.

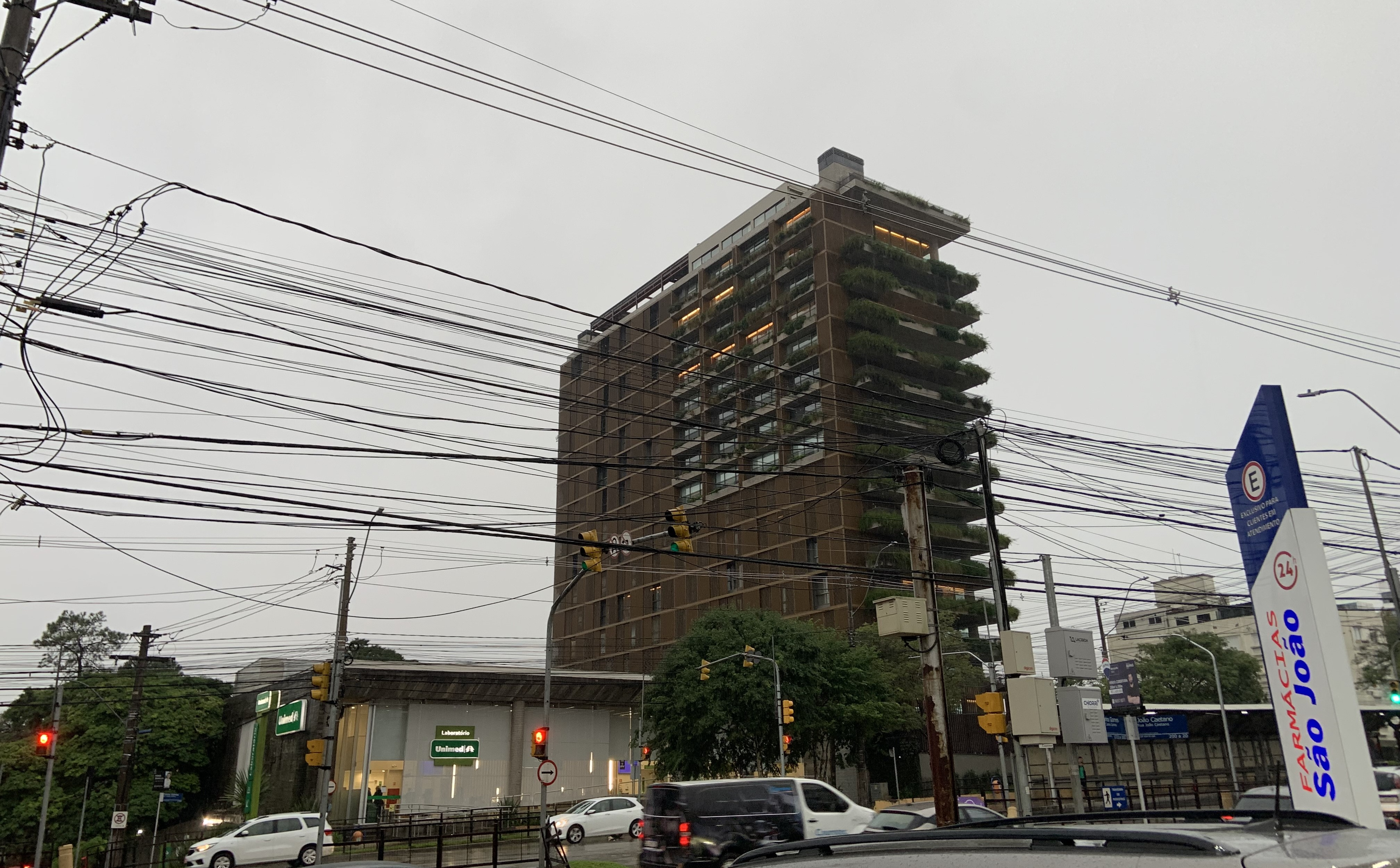
Prédio residencial de alto padrão na Av. Carlos Gomes, nas Três Figueiras, dvisa com o Petrópolis.

Com o crescimento populacional e o desenvolvimento de áreas próximas ao Centro Histórico de Porto Alegre, o Três Figueiras se transformou, ao longo dos anos, em um bairro nobre e misto, mas predominantemente residencial, de classe média alta à alta alta, além de cada vez mais verticalizado. A verticalização, inevitavelmente, afetou o trânsito local e aumentou a demanda por vagas para estacionar veículos nas ruas do bairro mais próximas às avenidas, que se tornam muito concorridas durante os dias úteis.
Em dezembro de 2006, a imprensa noticiou que a então recém-eleita governadora do estado do Rio Grande do Sul, Yeda Crusius, havia comprado uma casa no bairro "Três Figueiras", por conta de desconfianças suscitadas por opositores de que a compra era fruto de um negócio ilícito em um esquema envolvendo o Detran, o que gerou manifestações e consequente bloqueio policial na frente da casa. No entanto, o imóvel adquirido pela política jamais foi endereçado nas Três Figueiras, mas sim no bairro próximo Vila Jardim, mais precisamente na Rua Araruama. Mais tarde, a ex-governadora admitiu que foi um "erro político" ter comprado a dita casa antes de tomar posse..  
Em 2007, o Instituto Cervantes, apoiado pelo governa da Espanha, abriu a sua sede de Porto Alegre no bairro Três Figueiras, na Rua João Caetano, n° 285, sendo um dos oito centros existente no país.
Em agosto de 2008, a Procuradoria Regional Federal da 4.ª Região (PRF4), uma unidade da Procuradoria-Geral Federal (PGF), órgão da Advocacia Geral da União (AGU), locou o Edifício Eolis na Av. Carlos Gomes, n° 1942/1950, para abrigar a sua nova sede, devido à falta de espaço físico para seu pessoal no antigo endereço, na Rua Mostardeiro, e pela busca sem sucesso de um prédio público existente na cidade com capacidade para suas demandas. Em operação desde 2005, o Edifício Eolis foi o primeiro prédio construído no Brasil a obter o selo AQUA, da Fundação Vanzolini, uma certificação internacional de construção sustentável, pelos critérios de gestão dos resíduos de uso e operação do edifício, além do desempenho ambiental. No topo do prédio há um gerador eólico.

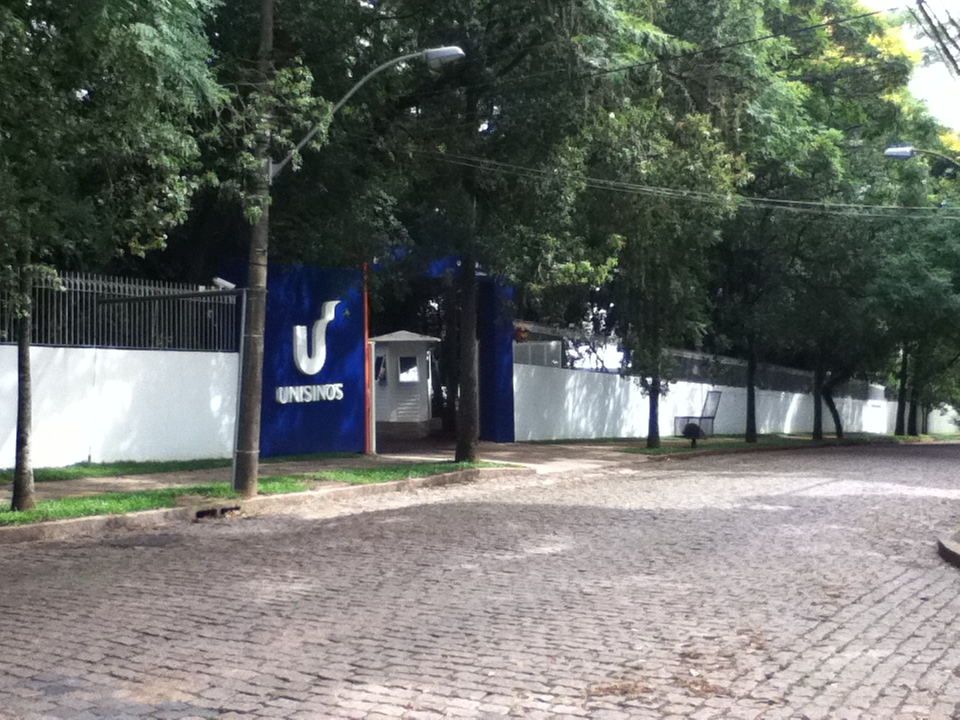
A entrada do Campus Porto Alegre da Unisinos em 2012, na Rua Luiz Manoel Gonzaga.

Em 2010, a Unisinos alocou a sua Escola de Design (criada em 2006) dentro das dependências do Colégio Anchieta, na Rua Luiz Manoel Gonzaga, n° 744, expandindo a oferta de cursos a partir de 2013. Foi o início da transformação do bairro Três Figueiras em um bairro universitário, abrigando o "Campus Porto Alegre" da Unisinos. Mais tarde, em 2017, a instituição inaugurou no antigo campo de futebol do colégio à Avenida Dr. Nilo Peçanha, n° 1600, dentro do bairro Boa Vista, a sua "Torre Educacional", concentrando nela a maior parte das atividades de ensino. Desde então, a parte do "Campus Porto Alegre" da Unisinos situada no bairro Três Figueiras concentra outras estruturas complementares, como laboratórios, restaurante, estacionamento e bicicletário.
Em maio de 2014, surgiu na Praça Desembargador La Hire Guerra a "Feira Ecológica Três Figueiras", a partir de iniciativa da Associação de Moradores e Amigos do Bairro Três Figueiras (AMATRES) para trazer alimentação orgânica diretamente de agricultores e cooperativas certificados pelo Ministério da Agricultura (MAPA).
Em outubro de 2014, foi inaugurado no bairro o Centro Cultural do Instituto Ling, na Rua João Caetano, n° 440.
Em 2024, um conjunto de 21 residências foram adquiridas no bairro Três Figueiras por uma incorporadora, para construir um condomínio a um investimento imobiliário de quase R$ 190 milhões.

## Quilombo Silva
O bairro Três Figueiras virou assunto na mídia quando foram feitas reportagens a respeito de um dos últimos quilombos da cidade, a Associação Quilombo da Família Silva. Estando situado no bairro há décadas, recebe apoio da Fundação Cultural Palmares, a qual reconhece sua identidade afro-brasileira e direito a território. O Quilombo da Família Silva se tornou o primeiro "quilombo urbano" titulado do Brasil. Ainda assim, grandes construtoras já ocuparam dois terços de sua área, demarcada pelo Instituto Nacional de Colonização e Reforma Agrária (Incra), de modo que surgiram disputas judiciais.

## Áreas verdes
O bairro Três Figueiras conta com muitas praças, todas bastante arborizadas, e algumas com acesso restrito.
Situada ao lado do prédio de educação infantil do Colégio Anchieta, situa-se a Praça Antonio Luiz Roso, que possui duas entradas para pedestres, uma na Rua Rosa e outra na Rua Primeiro de Janeiro, interligadas por um passeio interno com bancos e playground. A praça recebeu sua denominação em 10 de dezembro de 2001, pela Lei n° 8825/2001. Cercada e tendo uma grande área de preservação, é aberta ao público das 7h até 21h. 

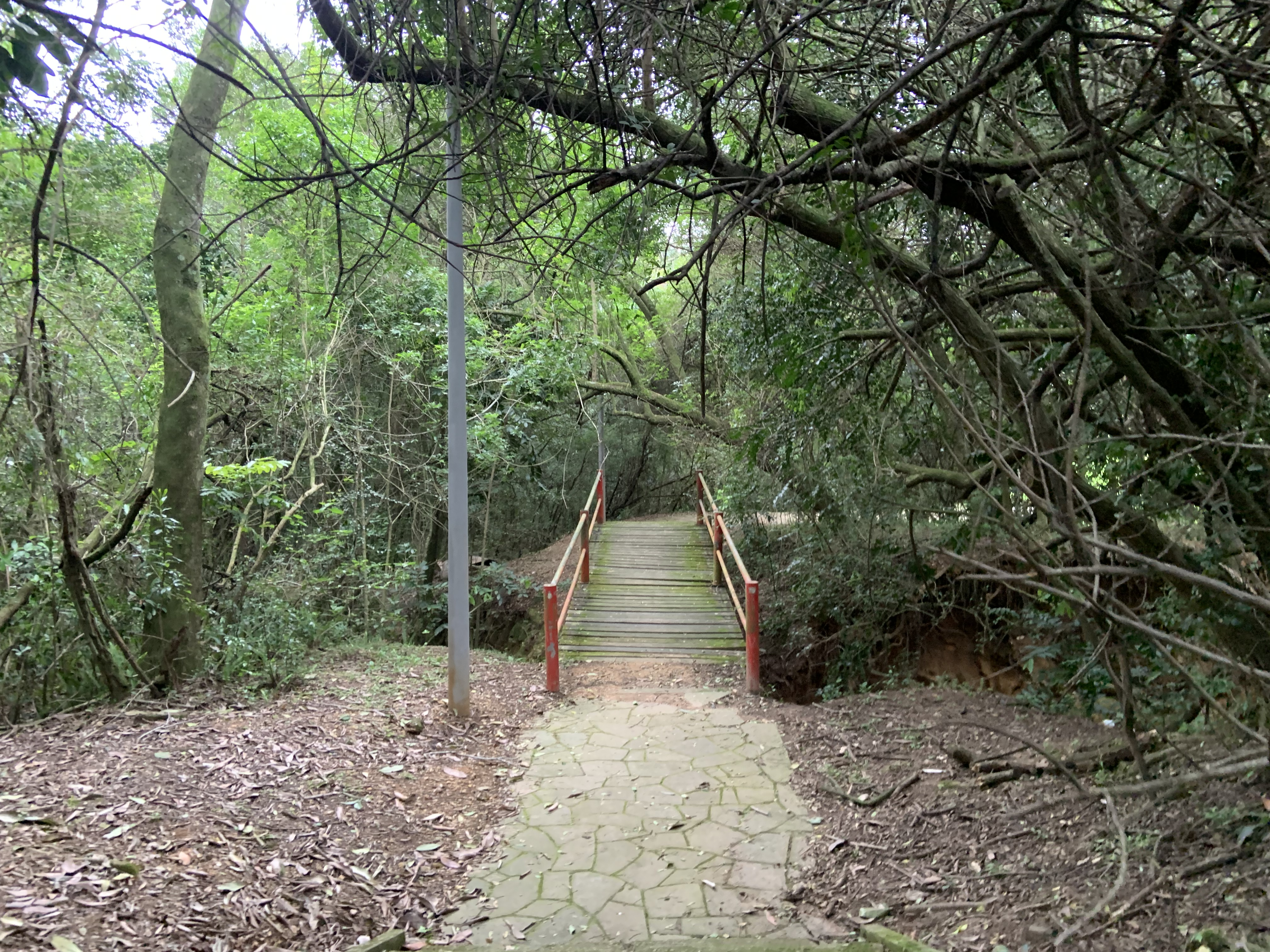
Passarela da Praça Gerlado Zaniratti.

Com cerca de 32 mil m² de área, próxima da Quilombo da Família Silva, situa-se a Praça Geraldo Zaniratti, assim denominada no dia 18 de outubro de 2004 pela Lei n° 9620. A praça possui quadras esportivas, além de uma área de preservação do arroio da Areia, onde há uma pequena passarela sobre suas águas.
Com aproximadamente 22 mil m² de área, a duas quadras da Avenida Nilo Peçanha, situa-se a Praça Desembargador La Hire Guerra, bastante arborizada e plana, contendo um pequeno lago e quadras esportivas, inclusive com quadras de tênis em saibro. Foi assim denominada pela Lei n° 3648 de 1972, em homenagem ao jurista gaúcho La Hire Guerra (1883-1966)

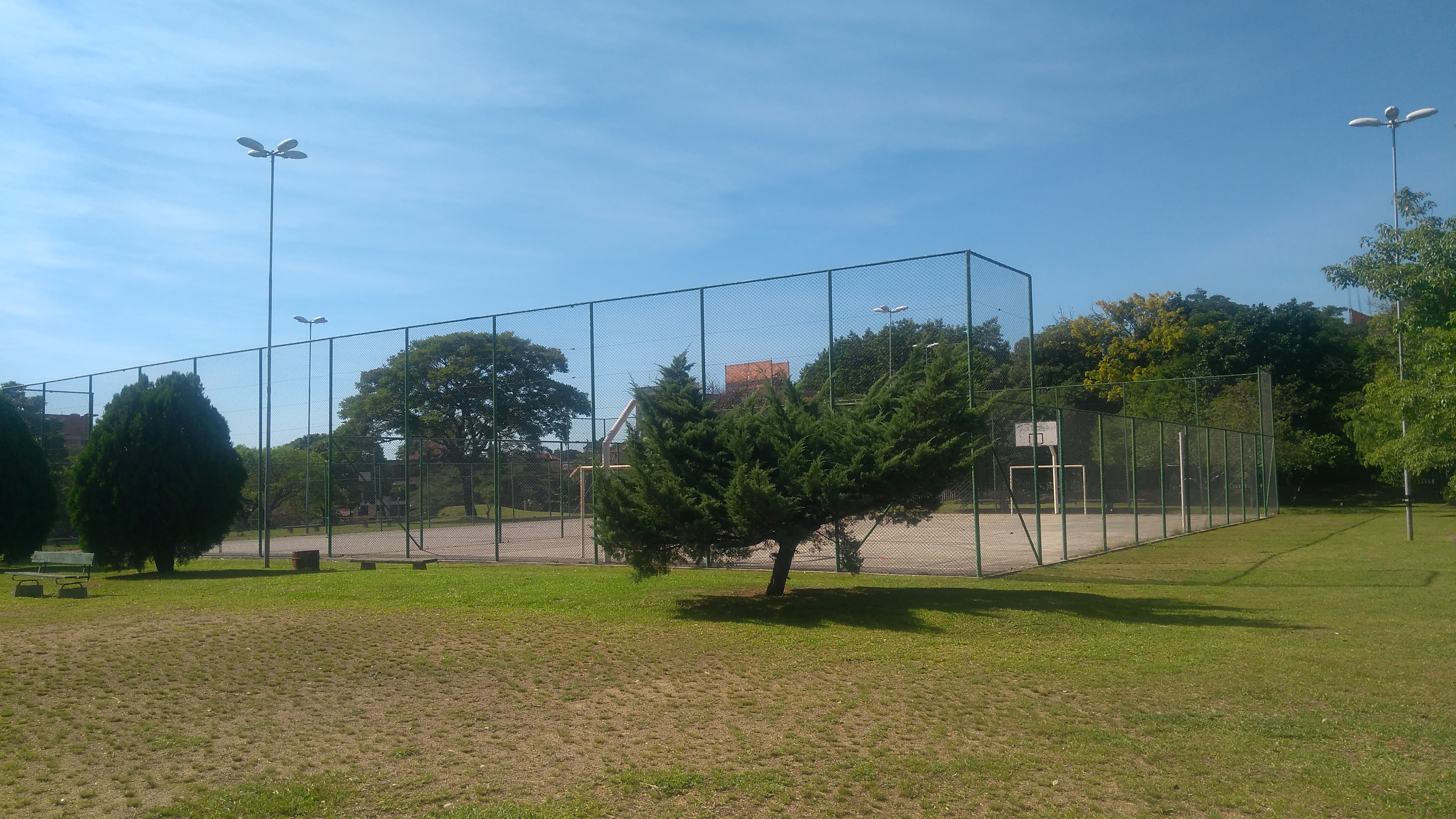
Praça Berenice Baptista, ou Praça Paris.

Com cerca de 12 mil m², situa-se a leste do Colégio Anchieta a Praça Arquiteta Berenice Baptista, entre as ruas Valdir Antônio Lopes, Ênio Andrade, João Caetano e Evaldo Campos, assim denominada através da Lei n° 8332 de 2 de setembro de 1999, em homemangem à funcionária pública municipal. É relativamente menos arborizada, contendo quadras esportivas, playground e montículos gramados. Esta praça também é chamada localmente de "Praça Paris", provavelmente por conta do Edifício Residencial "Praça Paris" (n° 56 da Rua Valdir Antônio Lopes). Em 2022, sediou um evento de música e food trucks "Aris na Praça", promovido por uma incorporadora que adotou a praça em 2016.

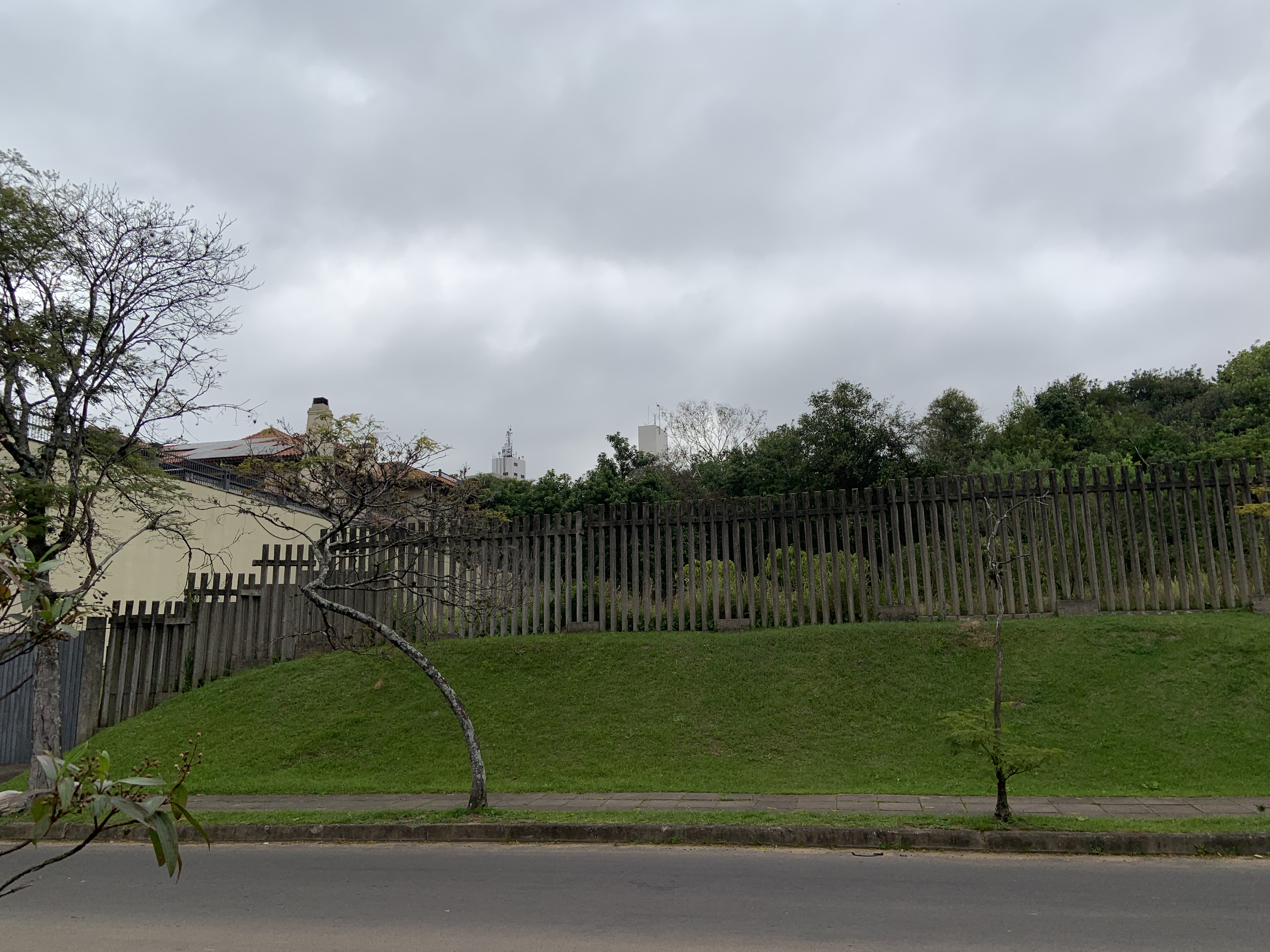
Terreno da Praça Claudio Dischinger, fechado para o público.

Localizado entre as ruas Miosótis e Engenheiro Ildefonso Simões Lopes, situa-se o terreno arborizado da Praça Claudio Dischinger, assim denominado pela Lei n° 9170 de 18 de julho de 2003. No entanto, atualmente fechado por muros nos dois lados, sem acesso para visitantes, o logradouro público de cerca de 6 mil m² não está sendo utilizado como praça.
A menor praça do bairro, com um pouco mais de 500m² a Praça Prof. Emílio Schenk situa-se na quina de uma quadra entre as ruas Luiz Voelcker e Alfa, ao lado do prédio da SMAMUS. A praça foi requalificada pelo órgão público, em uma parceria com a iniciativa "Arquitetos Voluntários", criada em 2020, que doou bancos e lixeiras com design diferenciado.
Com cerca de 12 mil m², a Praça Dr. Luiz Francisco Guerra Blessmann situa-se a duas quadras da Avenida Protásio Alves, entre as ruas João Paetzel e Felipe Becker. Em 2019, a praça recebeu diversas melhorias, como instalação de playgrounds, quadra poliesportiva, academia ao ar livre, passeios com piso podotátil e lixeiras, por conta das intervenções do plano de macrodrenagem do Arroio da Areia. Na praça foi construído o "R2", um reservatório subterrâneo de drenagem com capacidade de armazenagem de 7.678,22 m³ de água.

## Problemas ambientais

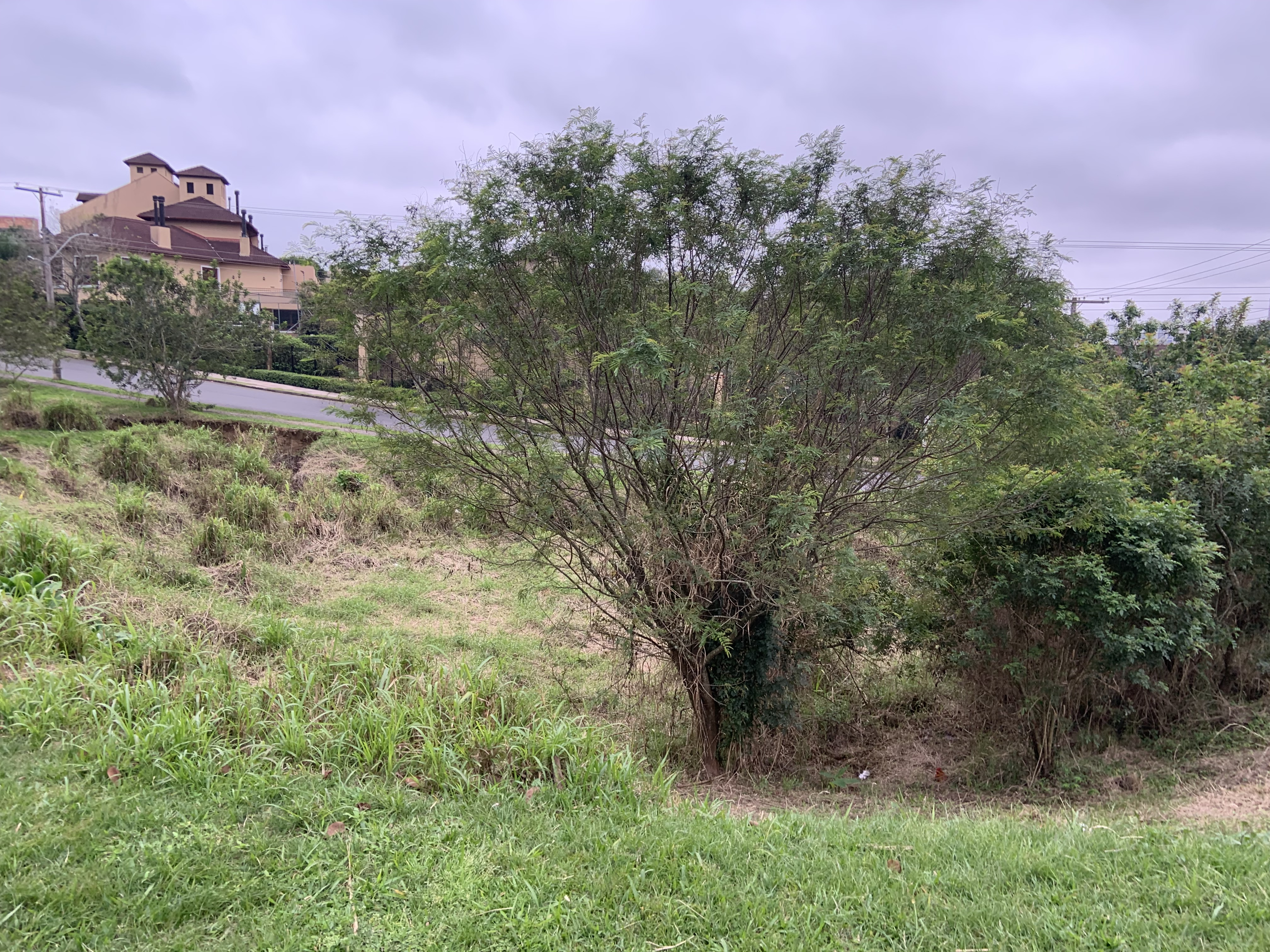
Praça Geraldo Zaniratti e bacia com águas do arroio da Areia.

Durante a urbanização das Três Figueiras em meados do século XX, não foram totalmente preservados as nascentes e os cursos d'água existentes em seu território, de modo que acabaram por ser parcialmente canalizados e enterrados, além de contaminados por despejo de esgoto, o que se observa até os dias de hoje.

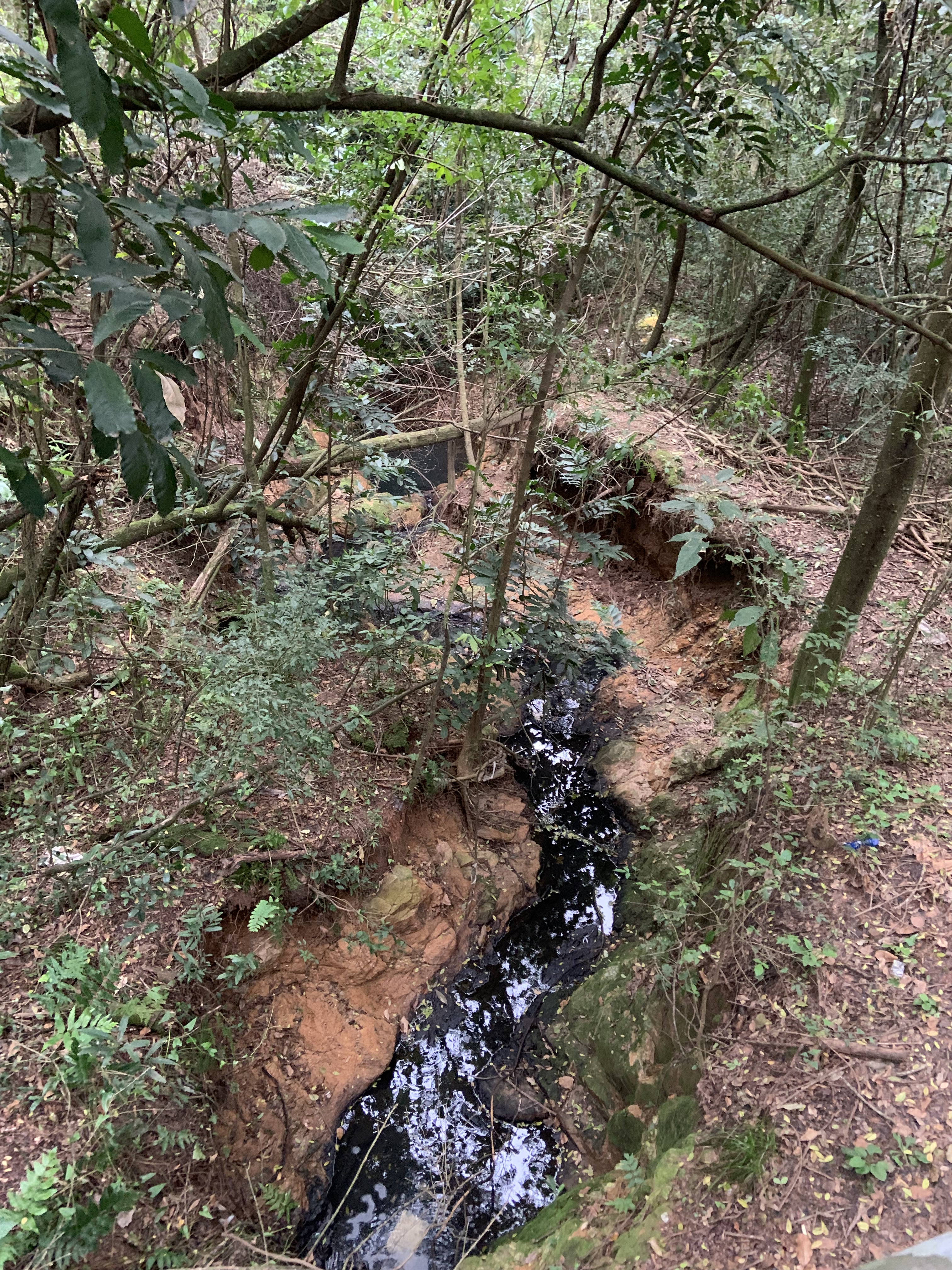
O arroio correndo na Praça Geraldo Zaniratti.

O bairro Três Figueiras se situa em uma porção elevada da bacia do Arroio da Areia, que desemboca no Rio Gravataí no sentido sul-norte, atravessando o Country Club e o Aeroporto Salgado Filho. Hoje, os cursos d'água que alimentam o Arroio da Areia podem ser vistos no bairro dentro da área de preservação permanente da Praça Geraldo Zaniratti, onde há uma pequena passarela e uma bacia de detenção na esquina das ruas Anna Maltz Knijnik e Therezia Kisslinger, que fica relativamente vazia quando não há chuvas fortes.
Em junho de 2024, uma fonte de água pluvial do bairro presente na Praça Desembargador La Hire Guerra, onde há um pequeno lago, foi declarada imprópria pela Equipe de Vigilância de Saúde Ambiental e Águas, após denúncias feitas pela população de que a água estava contaminada e oferecia risco à saúde pública em caso de consumo. A qualidade da água passou desde então a ser monitorada.

## Saúde
O Três Figueiras não dispõe de um hospital, tampouco de unidades básicas de saúde. Porém conta com o MedCenter (chamado Mãe de Deus Center até 2020), centro clínico que foi pioneiro no estado do Rio Grande do Sul no segmento de hubs de saúde, criado em 2002. Situado na Rua Soledade, n° 569, o empreendimento é uma parceria de entre o Hospital Mãe de Deus e uma associação corporativa de profissionais da saúde, que oferecem serviços em diversas especialidades.

## Marcos
Áreas verdes
- Praça Emílio Schenck

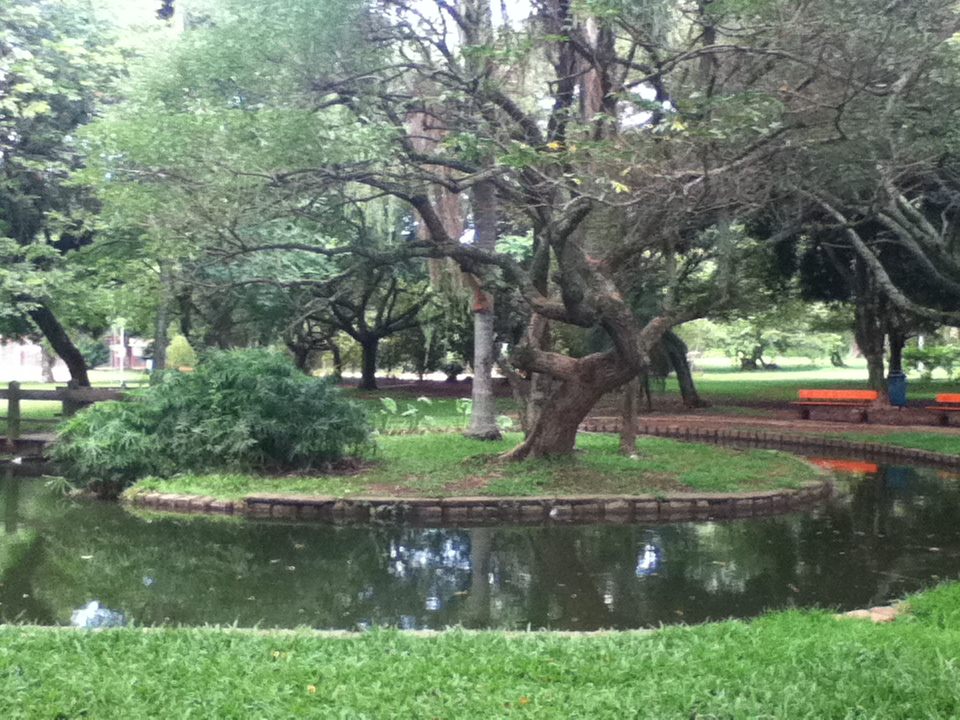
Pequeno lago da Praça Desembargador La Hire Guerra.

- Praça Desembargador La Hire Guerra
- Praça Doutor Luiz Francisco Guerra Blessmann
- Praça Arquiteta Berenice Baptista (também chamada Praça Paris)
- Praça Antonio Luiz Roso
- Praça Claudio Dischinger

Educação
- Colégio Farroupilha[43]
- Colégio Anchieta[44]

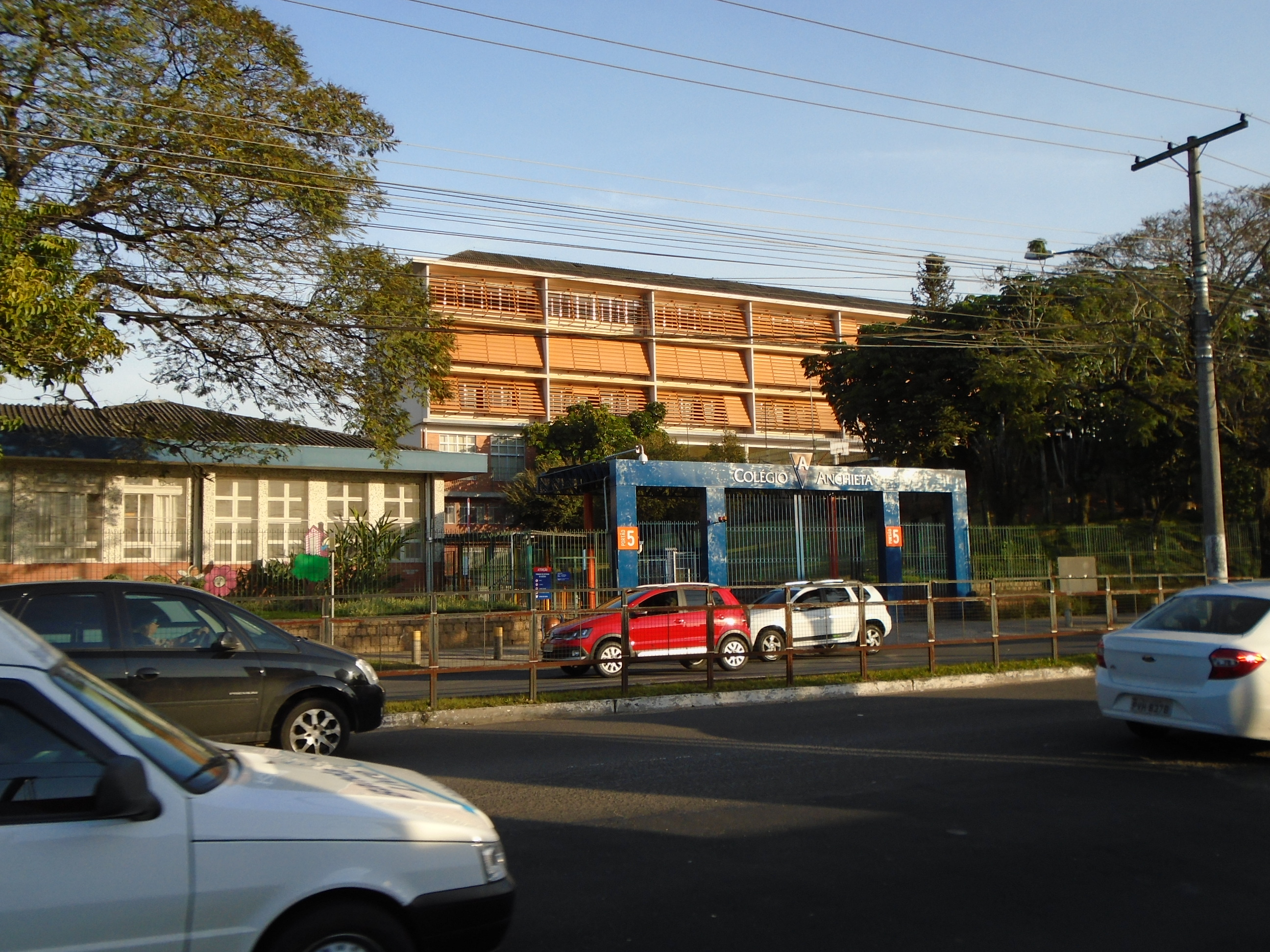
Uma das entradas do Colégio Anchieta, que ocupa boa parte do bairro.

- Escola de Design da Universidade do Vale do Rio dos Sinos (Unisinos)[45]
- Instituto Cervantes de Porto Alegre[46]

Outros
- Igreja da Ressurreição (Católica), dentro do Colégio Anchieta;
- Mãe de Deus Center;
- Paróquia São Lucas, da Comunidade Evangélica de Porto Alegre (Cepa);
- Procuradoria Regional Federal da 4.ª Região (PRF4);
- Secretaria Municipal do Meio Ambiente (SMAM);
- Três Figueiras Tênis Clube[47]
- Centro Cultural do Instituto Ling[48]

## Limites atuais
Avenida Carlos Gomes, da esquina da Avenida Nilo Peçanha até a Avenida Protásio Alves; desta, até a Rua João Paetzel; e, por esta, até encontrar a Rua Jorge Fayet; por esta, até encontrar a Rua Gustavo Schmidt; e, por esta, numa linha seca e reta, até a Avenida Nilo Peçanha; e, desta, até a Avenida Carlos Gomes.

## Moradores ilustres
- Jorge Gerdau Johannpeter, empresário do Grupo Gerdau[49]
- Nelson Sirotsky, empresário, ex-presidente do Grupo RBS.

## Bibliográficas
- SANTOS, Irene (org.). Negro em preto e branco: história fotográfica da população negra de Porto Alegre. Porto Alegre: Ed. Prefeitura de Porto Alegre/Funproarte, 2005. p. 36-41.